# Rasbora reticulata
Rasbora reticulata és una espècie de peix cipriniforme de la família dels ciprínids.

## Morfologia
Els mascles poden assolir els 6 cm de longitud total.

## Distribució geogràfica
Es troba a Sumatra i a l'illa Nias (Indonèsia).